# À travers le cimetière
Pour plus de détails, voir Fiche technique et Distribution.
À travers le cimetière (Через кладбище, Tcherez kladbichtche) est un film soviétique réalisé par Viktor Tourov, sorti en 1964. 

## Fiche technique
- Titre original : Через кладбище
- Titre français : À travers le cimetière[1]
- Réalisation : Viktor Tourov
- Scénario : Pavel Niline
- Photographie : Anatoli Zabolotski
- Musique : Andreï Volkonski
- Pays d'origine : URSS
- Format : Noir et blanc - 35 mm - Mono
- Genre : drame
- Durée : 82 minutes
- Date de sortie : 1964

## Distribution
- Elizaveta Ouvarova : Sofia Kazimirovna
- Galina Moratcheva : Eva
- Antonina Bendova : Klava
- Vladimir Belokourov : Sazon Ivanovitch
- Vladimir Emelianov : Bougreïev
- Vladimir Martynov : Mikhas
- Igor Iassoulovitch : Felix